# Fornádia

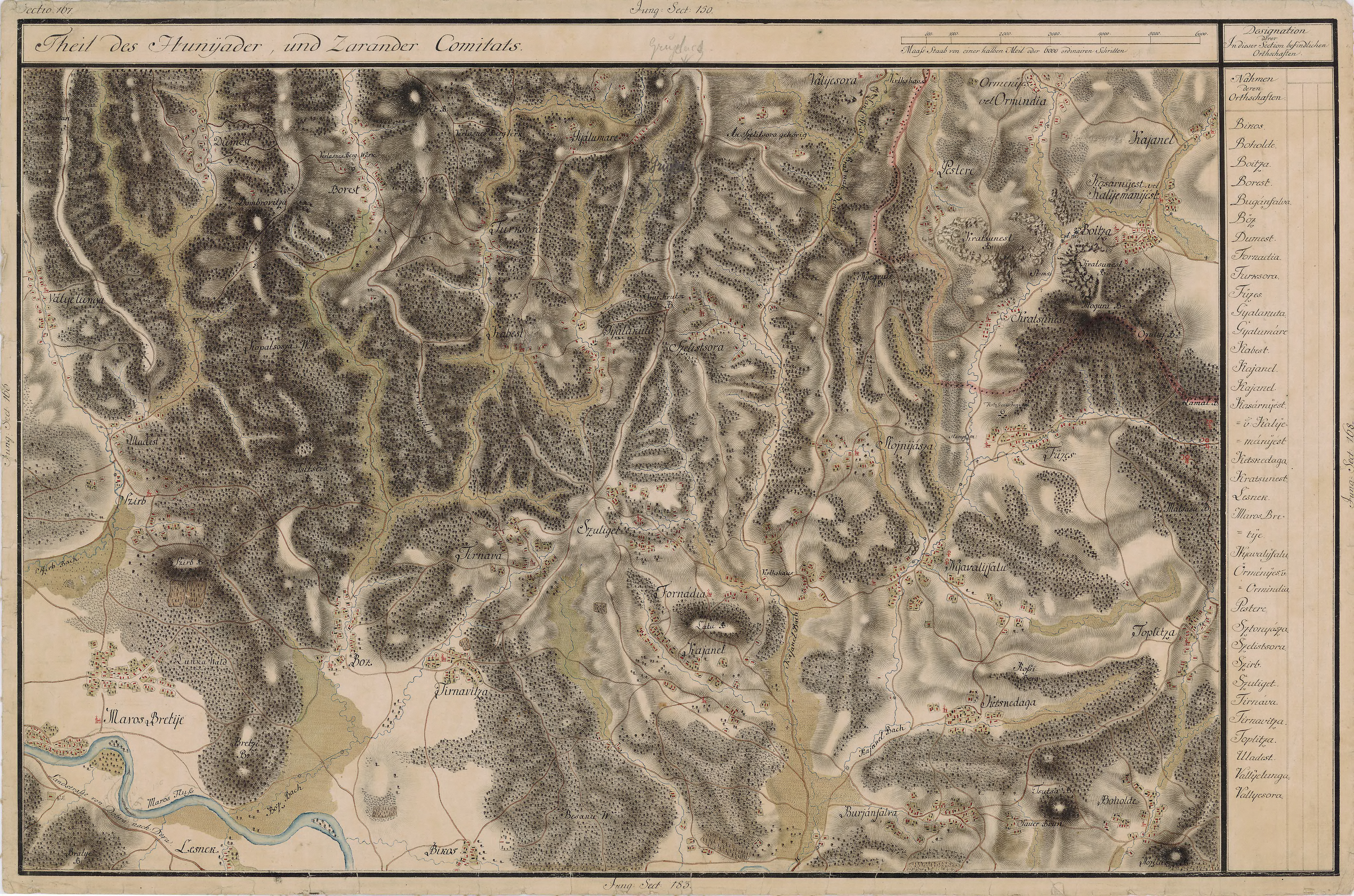
Fornádia egy régi térképen

Fornádia románul: Fornădia, falu Romániában, Erdélyben, Hunyad megyében.

## Fekvése
Dévától északnyugatra fekvő település.

## Története
Fornádia, Tatamérháza nevét 1330-ban villa Tathemerhaza néven, mint a Hermán nemzetség birtokát említette először oklevél. Kiskaján és Tataméraháza fele része a nemzetség  osztozkodásakor Gergely fia Barabásnak, a Pestesiek  ősének jutott, míg másik fele Máté fia László és Péter fia András birtoka lett. Nevét oda telepített kenézéről kaphatta. Mivel a Bezsán felett torkolló Kaján-patak torkolatvidéke: Kajántő Bezsánnal együtt a Lackfiak  őséé, forrásvidéke: Kajánfő Hosszúligettel együtt a Makraiak  őséé lett és a kettő között lévő völgyszakasz, felerészben ma is Fornádiához tartozik, Tatamérházát ezzel azonosíthatjuk.
1506-ban és 1510-ben részben Hunyadvár tartozéka volt. 1507-ben a Hermán nemzetségbeli Czentúri Lászlótól részben vásárlással Bási Györgyhöz került. 1510-ben Furnadyát a Hermán-nemzetségbeli Felpestesi Mátyás birtokát királyi adományul kapta Soklyósi Péter görgényi várnagy.
A trianoni békeszerződés előtt Hunyad vármegye Dévai járásához tartozott. 1910-ben 616 lakosából 592 román, 2 magyar volt. Ebből 613 görögkeleti ortodox volt.